# Коттонвуд (округ Апачі, Аризона)
Коттонвуд (англ. Cottonwood) — переписна місцевість (CDP) в США, в окрузі Апачі штату Аризона. Населення — 167 осіб (2020).

## Географія
Коттонвуд розташований за координатами 36°4′21″ пн. ш. 109°53′25″ зх. д. / 36.07250° пн. ш. 109.89028° зх. д. (36.072383, -109.890236).  За даними Бюро перепису населення США в 2010 році переписна місцевість мала площу 0,37 км², уся площа — суходіл.

## Демографія
Згідно з переписом 2010 року, у переписній місцевості мешкало 226 осіб у 60 домогосподарствах у складі 46 родин. Густота населення становила 609 осіб/км².  Було 66 помешкань (178/км²).
Расовий склад населення:
| - 99,6 % — корінних американців - 0,4 % — білих |

До двох чи більше рас належало 0,0 %. Частка іспаномовних становила 0,0 % від усіх жителів.
За віковим діапазоном населення розподілялося таким чином: 38,1 % — особи молодші 18 років, 54,4 % — особи у віці 18—64 років, 7,5 % — особи у віці 65 років та старші. Медіана віку мешканця становила 27,5 року. На 100 осіб жіночої статі у переписній місцевості припадало 98,2 чоловіків;  на 100 жінок у віці від 18 років та старших — 91,8 чоловіків також старших 18 років.
Середній дохід на одне домашнє господарство  становив 48 306 доларів США (медіана — 41 875), а середній дохід на одну сім'ю — 56 956 доларів (медіана — 50 313). Медіана доходів становила 41 250 доларів для чоловіків та 43 750 доларів для жінок. За межею бідності перебувало 9,6 % осіб, у тому числі 10,2 % дітей у віці до 18 років та 15,8 % осіб у віці 65 років та старших.
Цивільне працевлаштоване населення становило 62 особи. Основні галузі зайнятості: освіта, охорона здоров'я та соціальна допомога — 79,0 %, публічна адміністрація — 12,9 %, транспорт — 4,8 %, будівництво — 3,2 %.